# 立陶宛經濟及創新部
立陶宛共和國經濟及創新部是立陶宛政府的一個部門，負責創造適當的法律空間與經濟環境推動經濟發展，以推動經濟發展，同時保障公共福利與就業機會；該部也負責商業、出口、創新、國營事業、歐洲聯盟對企業的援助、公共採購和旅遊觀光等政務。這些政務都受《立陶宛憲法》、總統與總理公布的法令、國會通過的法律授權、施行。現任立陶宛經濟及創新部長為奧什麗內·阿爾莫奈特。

## 歷任部長
立陶宛基督教民主黨
  立陶宛民主勞工黨
  立陶宛農民與綠人聯盟
  自由黨
  祖國聯盟－立陶宛基督教民主黨
  勞動黨
  自由聯盟
  立陶宛人民農民聯盟
  立陶宛社會民主勞動黨
  立陶宛社會民主黨
  無黨籍
| 經濟部長       | 經濟部長                                         | 經濟部長                     | 經濟部長                            | 經濟部長       | 經濟部長       | 經濟部長 |
| 次序           | 姓名                                             | 政黨                         | 內閣                                | 任期           | 任期           | 任期     |
| 次序           | 姓名                                             | 政黨                         | 內閣                                | 上任日期       | 卸任日期       | 任期天數 |
| -------------- | ------------------------------------------------ | ---------------------------- | ----------------------------------- | -------------- | -------------- | -------- |
| 1              | 維塔斯·納維卡斯 （1952年生）                     | 立陶宛人民農民聯盟           | 卡濟梅拉·布倫斯基恩內閣             | 1990年1月17日  | 1991年1月10日  | 358天    |
| 2              | 維塔斯·納維卡斯 （1952年生）                     | 立陶宛人民農民聯盟           | 阿爾貝塔斯·希梅納斯內閣             | 1991年1月10日  | 1991年1月13日  | 3天      |
| 3              | 維塔斯·納維卡斯 （1952年生）                     | 立陶宛人民農民聯盟           | 第一次格季米納斯·瓦格諾柳斯內閣     | 1991年1月13日  | 1991年5月30日  | 137天    |
| 4              | 阿爾貝塔斯·希梅納斯 （1950年生）                 | 立陶宛基督教民主黨           | 第一次格季米納斯·瓦格諾柳斯內閣     | 1991年5月30日  | 1992年7月21日  | 418天    |
| 5              | 維塔斯·納維卡斯 （1952年生）                     | 立陶宛人民農民聯盟           | 亞歷山德拉斯·阿比沙拉內閣           | 1992年7月21日  | 1992年12月17日 | 149天    |
| 6              | 朱利葉斯·維塞爾卡 （1943年－2012年）             | 立陶宛民主勞工黨             | 布羅尼斯洛瓦斯·盧比斯內閣           | 1992年12月17日 | 1993年3月31日  | 104天    |
| 7              | 朱利葉斯·維塞爾卡 （1943年－2012年）             | 立陶宛民主勞工黨             | 阿道法斯·什萊扎維丘斯內閣           | 1993年3月31日  | 1994年6月9日   | 435天    |
| 8              | 阿列克桑德拉斯·瓦西利亞斯卡斯 （1940年－2016年） | 立陶宛民主勞工黨             | 阿道法斯·什萊扎維丘斯內閣           | 1994年6月9日   | 1995年10月5日  | 483天    |
| 9              | 維塔斯·納維卡斯 （1952年生）                     | 無黨籍                       | 阿道法斯·什萊扎維丘斯內閣           | 1995年10月5日  | 1996年3月19日  | 166天    |
| 10             | 安塔納斯·卡明斯卡斯 （1953年生）                 | 立陶宛民主勞工黨             | 勞里納斯·斯坦科維丘斯內閣           | 1996年3月19日  | 1996年12月10日 | 266天    |
| 11             | 溫卡斯·巴比柳斯 （1937年－2003年）               | 祖國聯盟                     | 第二次格季米納斯·瓦格諾柳斯內閣     | 1996年12月10日 | 1999年6月10日  | 912天    |
| 12             | 尤金尼尤斯·馬戴克 （1958年生）                   | 無黨籍                       | 第一次羅蘭達斯·帕克薩斯內閣         | 1999年6月10日  | 1999年11月11日 | 154天    |
| 13             | 瓦倫蒂納斯·米拉克尼斯 （1947年生）               | 無黨籍                       | 第一次安德留斯·庫比柳斯內閣         | 1999年11月11日 | 2000年11月9日  | 364天    |
| 14             | 尤金尼尤斯·馬戴克 （1958年生）                   | 自由聯盟                     | 第二次羅蘭達斯·帕克薩斯內閣         | 2000年11月9日  | 2001年2月14日  | 97天     |
| 15             | 尤金尼尤斯·根特維拉斯 （1960年生）               | 自由聯盟                     | 第二次羅蘭達斯·帕克薩斯內閣         | 2001年2月15日  | 2001年7月12日  | 147天    |
| 16             | 彼得拉斯·切斯納 （1945年生）                     | 立陶宛社會民主黨             | 第一次阿爾吉爾達斯·布拉藻斯卡斯內閣 | 2001年7月12日  | 2004年12月14日 | 1251天   |
| 17             | 維克多·烏斯帕斯基奇 （1959年生）                 | 勞動黨                       | 第二次阿爾吉爾達斯·布拉藻斯卡斯內閣 | 2004年12月14日 | 2005年6月21日  | 189天    |
| 18             | 凱斯圖蒂斯·達克希斯 （1960年生）                 | 勞動黨                       | 第二次阿爾吉爾達斯·布拉藻斯卡斯內閣 | 2005年6月29日  | 2006年7月18日  | 384天    |
| 19             | 維塔斯·納維卡斯 （1952年生）                     | 無黨籍                       | 格迪米納斯·基爾基拉斯內閣           | 2006年7月18日  | 2008年12月9日  | 875天    |
| 20             | 代紐斯·克雷維斯 （1970年生）                     | 祖國聯盟－立陶宛基督教民主黨 | 第二次安德留斯·庫比柳斯內閣         | 2008年12月9日  | 2011年3月17日  | 828天    |
| 21             | 里曼塔斯·日利烏斯 （1973年生）                   | 祖國聯盟－立陶宛基督教民主黨 | 第二次安德留斯·庫比柳斯內閣         | 2011年3月17日  | 2012年12月13日 | 637天    |
| 22             | 比魯特·維瑟特 （1951年生）                       | 立陶宛社會民主黨             | 阿爾吉爾達斯·布特凱維丘斯內閣       | 2012年12月13日 | 2013年6月3日   | 172天    |
| 23             | 埃瓦爾達斯·古斯塔斯 （1959年生）                 | 立陶宛社會民主黨             | 阿爾吉爾達斯·布特凱維丘斯內閣       | 2013年6月11日  | 2016年12月13日 | 1281天   |
| 經濟及創新部長 |                                                  |                              |                                     |                |                |          |
| 次序           | 姓名                                             | 政黨                         | 內閣                                | 任期           | 任期           | 任期     |
| 次序           | 姓名                                             | 政黨                         | 內閣                                | 上任日期       | 卸任日期       | 任期天數 |
| 24             | 明道加斯·辛克維丘斯 （1984年生）                 | 立陶宛社會民主黨             | 薩烏留斯·思科威爾內里內閣           | 2016年12月13日 | 2017年10月13日 | 304天    |
| 25             | 維爾吉紐斯·辛克維丘斯 （1990年生）               | 立陶宛農民與綠人聯盟         | 薩烏留斯·思科威爾內里內閣           | 2017年11月28日 | 2019年11月30日 | 732天    |
| 26             | 里曼塔斯·辛克維休斯 （1952年生）                 | 立陶宛社會民主勞動黨         | 薩烏留斯·思科威爾內里內閣           | 2020年6月30日  | 2020年12月11日 | 164天    |
| 27             | 奧什麗內·阿爾莫奈特 （1989年生）                 | 自由黨                       | 因格麗達·希莫尼特內閣               | 2020年12月11日 | 現任           | 1559天   |

## 外部連結
- 官方网站 （立陶宛文）（英文）